# آنا وانیا ملو
آنا وانیا ملو (ایتالیایی: Anna Vania Mello؛ زادهٔ ۲۷ فوریهٔ ۱۹۷۹) بازیکن زن والیبال اهل ایتالیا بود. وی در بازی‌های المپیک تابستانی ۲۰۰۰ شرکت کرده‌است.